# 223 TCN
223 TCN là một năm trong lịch La Mã.

## Sự kiện
- Nước Sở diệt vong.